# Transformation en Z
La transformation en Z est un outil mathématique de l'automatique et du traitement du signal, qui est l'équivalent discret de la transformation de Laplace. Elle transforme un signal réel du domaine temporel en un signal représenté par une série complexe et appelé transformée en Z.
Elle est utilisée entre autres pour le calcul de filtres numériques à réponse impulsionnelle infinie et en automatique pour modéliser des systèmes dynamiques de manière discrète.

## Définition
Sa définition mathématique est la suivante : la transformation en Z est une application qui transforme une suite s (définie sur les entiers) en une fonction S d'une variable complexe nommée z, telle que :
{\displaystyle S(z)={\mathcal {Z}}\{s(n)\}=\sum _{n=-\infty }^{+\infty }s(n)z^{-n},\quad z\in \left\lbrace z\in \mathbb {C} {\Big |}\sum _{n=-\infty }^{+\infty }s(n)z^{-n}\quad \mathrm {converge} \right\rbrace }
La variable n représente en général le temps discrétisé, la variable complexe z n'est qu'un être mathématique. Lorsqu'on travaille sur s(n) on dit que l'on est dans le domaine temporel, lorsqu'on travaille sur S(z) le domaine est appelé fréquentiel par analogie avec la transformée de Fourier.
Si {\displaystyle \forall n<0,\ s(n)=0}, on parle de signal causal.
Inversement, si {\displaystyle \forall n>0,\ s(n)=0}, on parle de signal anti-causal.
Pour les signaux causaux, on peut aussi utiliser la transformée en Z monolatérale :
{\displaystyle {\mathcal {Z}}_{+}\left\{s\left(n\right)\right\}=\sum _{n=0}^{+\infty }s\left(n\right)z^{-n}}

## Existence de la transformée en Z
Le domaine de convergence est le sous-ensemble de {\displaystyle \mathbb {C} } dans lequel la série converge.

Autrement dit, le domaine de convergence de la transformée en {\displaystyle z} de la suite {\displaystyle (x(n))_{n\in \mathbb {Z} }} est l'ensemble :
{\displaystyle \left\{z\in \mathbb {C} {\Big |}\sum _{n=-\infty }^{\infty }x(n)z^{-n}\quad \mathrm {existe} \right\}}
Le sous-ensemble de {\displaystyle \mathbb {C} } dans lequel cette série converge  absolument est appelé la couronne de convergence. En posant {\displaystyle z=\rho \mathrm {e} ^{\mathrm {i} \theta }~}, il vient :

{\displaystyle |S(z)|=\left|\sum _{n=-\infty }^{\infty }x(n)z^{-n}\right|\leqslant \sum _{n=-\infty }^{\infty }\left|x(n)\right|\rho ^{-n}=\lim _{N,M\rightarrow \infty }S_{N,M}\left(\rho \right),} avec {\displaystyle S_{N,M}\left(\rho \right)=\sum _{n=-N}^{M}\left\vert x(n)\right\vert \rho ^{-n}.}
Le domaine de convergence absolue de {\displaystyle S(z)} est donc une couronne
{\displaystyle {\mathcal {C}}_{c}=\left\{z\in \mathbb {C} :\rho _{1}\prec \left\vert z\right\vert \prec \rho _{2}\right\}}
où {\displaystyle \prec } signifie à chaque fois {\displaystyle <} ou {\displaystyle \leq } et où  l'inégalité (large ou stricte) {\displaystyle \left\vert z\right\vert \succ \rho _{1}} (resp. {\displaystyle \left\vert z\right\vert \prec \rho _{2}}) est la condition nécessaire et suffisante pour que {\displaystyle S_{N,M}\left(\rho \right)} ait une limite finie lorsque {\displaystyle M} (resp. {\displaystyle N}) tend vers {\displaystyle +\infty }. Explicitement,
{\displaystyle \rho _{1}=\limsup _{n\rightarrow +\infty }{\sqrt[{n}]{\left\vert x(n)\right\vert }},\quad \rho _{2}=\liminf _{n\rightarrow +\infty }{\frac {1}{\sqrt[{n}]{\left\vert x(-n)\right\vert }}}.}
Dans toute la suite de l'article, la couronne de convergence {\displaystyle {\mathcal {C}}_{c}} est supposée non vide et les transformées en Z sont valides pour {\displaystyle z\in {\mathcal {C}}_{c}} seulement.

## Propriétés de la transformation en Z
On montre les propriétés énoncées ci-dessous :
Linéarité
La transformée en Z d'une combinaison linéaire de deux signaux est la combinaison linéaire des transformées en Z de chaque signal.
{\displaystyle {\mathcal {Z}}\{a_{1}x_{1}(n)+a_{2}x_{2}(n)\}=a_{1}{\mathcal {Z}}\{x_{1}(n)\}+a_{2}{\mathcal {Z}}\{x_{2}(n)\}\ }
Décalage temporel
Le décalage temporel de k échantillons d'un signal se traduit par la multiplication de la transformée en Z du signal par z−k.
{\displaystyle {\mathcal {Z}}\{x(n-k)\}=z^{-k}{\mathcal {Z}}\{x(n)\}.~}
Avance
Lorsqu'on utilise la transformée en Z monolatérale (voir ci-dessus), on obtient
{\displaystyle {\mathcal {Z}}_{+}\left\{x\left(n+k\right)\right\}=z^{k}\left[{\mathcal {Z}}_{+}\left\{x\left(n\right)\right\}-\sum _{j=0}^{k-1}x\left(j\right)z^{-j}\right]}
Convolution
La transformée en Z d'un produit de convolution est le produit des transformées en Z
{\displaystyle {\mathcal {Z}}\{x*y\}={\mathcal {Z}}\{x\}{\mathcal {Z}}\{y\}\ }
où {\displaystyle \left(x*y\right)(n)=\sum _{k=-\infty }^{+\infty }x(n-k)y(k)}.
En effet, 
{\displaystyle {\begin{array}{rcl}Z\left(\left\{x*y\right\}\right)(z)&=&\sum \limits _{n=-\infty }^{+\infty }\left\{x\star y\right\}(n)z^{-n}\\&=&\sum \limits _{n=-\infty }^{+\infty }\sum \limits _{k=-\infty }^{+\infty }x(n-k)y(k)z^{-(n-k)}z^{-k}\\&=&\sum \limits _{m=-\infty }^{+\infty }\sum \limits _{k=-\infty }^{+\infty }x\left(m\right)y(k)z^{-m}z^{-k}\\&=&\left(\sum \limits _{m=-\infty }^{+\infty }x\left(m\right)z^{-m}\right)\left(\sum \limits _{k=-\infty }^{+\infty }y(k)z^{-k}\right)\end{array}}}
Multiplication par une exponentielle
{\displaystyle {\mathcal {Z}}\{a^{n}x(n)\}=X\left({\frac {z}{a}}\right)} avec {\displaystyle X(z)} transformée en Z de la suite {\displaystyle x(n)}
Multiplication par la variable d'évolution
De façon générale :
{\displaystyle {\mathcal {Z}}\{n^{k}x(n)\}=\left(-z{\frac {\mathrm {d} }{\mathrm {d} z}}\right)^{k}{\mathcal {Z}}\{x(n)\}\ }
où {\displaystyle \textstyle \left(-z{\frac {\mathrm {d} }{\mathrm {d} z}}\right)^{k}{\mathcal {Z}}\{x(n)\}} signifie que l'on applique k fois à {\displaystyle {\mathcal {Z}}\{x(n)\}} l'opérateur {\displaystyle \textstyle -z{\frac {\mathrm {d} }{\mathrm {d} z}}}
Si l'on écrit cette formule au rang k=1, on obtient la formule de dérivation :
{\displaystyle {\mathcal {Z}}\{nx(n)\}=-z{\frac {\mathrm {d} }{\mathrm {d} z}}X(z)\ }

### Théorème de la valeur initiale
Soit {\displaystyle x(n)\,} un signal causal et {\displaystyle X(z)\,} sa transformée en Z. Alors :
{\displaystyle x(0)=\lim _{n\to 0}x(n)=\lim _{z\to +\infty }X(z)}

### Théorème de la valeur finale
Soit {\displaystyle x(n)\,} un signal causal et {\displaystyle X(z)\,} sa transformée en Z. Alors lorsque la limite de gauche existe, on peut écrire :
{\displaystyle \lim _{n\to +\infty }x(n)=\lim _{z\rightarrow 1,\left\vert z\right\vert >1}(z-1)X(z)}

## Transformation en Z inverse
La transformée en Z inverse est donnée par :
{\displaystyle x(n)={\mathcal {Z}}^{-1}\{X(z)\}={\frac {1}{2\mathrm {i} \pi }}\oint _{C}X(z)z^{n-1}\mathrm {d} z\ }
où {\displaystyle C} est un chemin fermé parcouru dans le sens inverse des aiguilles d'une montre et appartenant entièrement au domaine de convergence.
En pratique, ce calcul s'effectue souvent à l'aide du théorème des résidus et la formule devient dans le cas d'un signal causal :
{\displaystyle x(n)=\sum _{z_{k}={\rm {p{\hat {o}}les\;de\;}}z^{n-1}X(z)}\operatorname {Res} \{z^{n-1}X(z)\}_{z=z_{k}}\,}

## Relation avec les autres transformées

### Transformée de Laplace
Théorème — Soit x un signal, supposé être une fonction indéfiniment dérivable, et (avec un abus d'écriture, en notant une distribution comme une fonction)
{\displaystyle \Delta \left(t\right)=\sum \limits _{n=-\infty }^{\infty }\delta \left(t-nT\right)}
le peigne de Dirac (qui appartient à l'espace des distributions tempérées {\displaystyle {\mathcal {S}}^{\prime }}). Le signal échantillonné, défini par {\displaystyle x_{e}=x\Delta }, est une distribution qu'on peut écrire sous la forme
{\displaystyle x_{e}\left(t\right)=\sum \limits _{n=-\infty }^{\infty }x\left(nT\right)\delta \left(t-nT\right)=\sum \limits _{n=-\infty }^{\infty }x\left[n\right]\delta \left(t-nT\right)}.
La correspondance {\displaystyle p\mapsto z=\mathrm {e} ^{pT}} est une surjection de la bande de convergence de la transformée de Laplace {\displaystyle X_{e}(p)} du signal échantillonné {\displaystyle x_{e}} (en supposant cette bande de convergence non vide) sur la couronne de convergence de la transformée en Z {\displaystyle X(z)} de la suite de terme général {\displaystyle x[n]}, et l'on a
{\displaystyle X_{e}\left(p\right)=X(z)\left\vert _{z=\mathrm {e} ^{pT}}\right.}.

### Transformée de Fourier et transformée de Fourier discrète
Si le cercle unité appartient à la couronne de convergence {\displaystyle {\mathcal {C}}_{c}}, la transformée de Fourier de la suite {\displaystyle (x[n])\ } s'obtient en prenant la restriction de la transformée en Z de cette suite au cercle unité, c'est-à-dire en posant {\displaystyle z=\mathrm {e} ^{\mathrm {i} \theta }}. La transformée de Fourier est en effet la fonction {\displaystyle 2\pi }-périodique {\displaystyle \theta \mapsto X\left(\mathrm {e} ^{\mathrm {i} \theta }\right)} (elle est {\displaystyle 2\pi /T}-périodique si l'on pose {\displaystyle \theta =\omega T} et qu'on prend comme variable la pulsation {\displaystyle \omega }). Si {\displaystyle (x[n])\ } est une suite de nombres réels, on a {\displaystyle X\left(\mathrm {e} ^{-\mathrm {i} \theta }\right)={\overline {X\left(\mathrm {e} ^{\mathrm {i} \theta }\right)}}}, par conséquent {\displaystyle \theta } peut être supposé varier dans l'intervalle {\displaystyle \left[0,\pi \right[}.
La transformée de Fourier peut se définir pour des suites à croissance lente (elle est alors une distribution {\displaystyle 2\pi }-périodique) et la transformée en Z à partir de cette transformée de Fourier plus générale (voir la démonstration ci-dessus).

Il existe également une relation entre la transformée en Z et la transformée de Fourier discrète (TFD).
La TFD d'un signal {\displaystyle \left\{x_{n}\right\}} de support {\displaystyle \left\{0,1,...,N-1\right\}} est obtenue en  évaluant {\displaystyle X(z)} en   {\displaystyle z=\mathrm {e} ^{\mathrm {i} {\frac {2\pi k}{N}}}}   (avec {\displaystyle \qquad k=0,1,...,N-1}).

## Transformées en Z usuelles
Ci-dessous, {\displaystyle \delta [n]\,} représente l'impulsion unitaire ou « suite de Kronecker » (égale à 1 pour {\displaystyle n=0} et à 0 sinon ; elle peut également s'écrire {\displaystyle \delta _{0}^{n}}, où  {\displaystyle \delta _{i}^{j}} est le symbole de Kronecker) ; d'autre part, {\displaystyle u[n]\,} désigne l'échelon unitaire (égal à 1 pour {\displaystyle n\geq 0} et à 0 sinon).
|    | Signal {\displaystyle x(n)}                   | Transformée en Z {\displaystyle X(z)} | Domaine de convergence         |
| 1  | {\displaystyle \delta [n]\,}                  | {\displaystyle 1\,} | {\displaystyle \mathbb {C} \ } |
| 2  | {\displaystyle u[n]\,}                        | Échec de l’analyse (SVG (MathML peut être activé via une extension du navigateur) : réponse non valide(« Math extension cannot connect to Restbase. ») du serveur « http://localhost:6011/fr.wikipedia.org/v1/ » :): {\displaystyle \frac{1}{1-z^{-1}}} | {\displaystyle \|z\|>1\,}      |
| 3  | {\displaystyle nu[n]\,}                       | {\displaystyle {\frac {z^{-1}}{(1-z^{-1})^{2}}}} | {\displaystyle \|z\|>1\,}      |
| 4  | {\displaystyle a^{n}u[n]\,}                   | {\displaystyle {\frac {1}{1-az^{-1}}}} | {\displaystyle \|z\|>\|a\|\,}  |
| 5  | {\displaystyle na^{n}u[n]\,}                  | {\displaystyle {\frac {az^{-1}}{(1-az^{-1})^{2}}}} | {\displaystyle \|z\|>\|a\|\,}  |
| 6  | {\displaystyle -a^{n}u[-n-1]\,}               | {\displaystyle {\frac {1}{1-az^{-1}}}} | {\displaystyle \|z\|<\|a\|\,}  |
| 7  | {\displaystyle -na^{n}u[-n-1]\,}              | {\displaystyle {\frac {az^{-1}}{(1-az^{-1})^{2}}}} | {\displaystyle \|z\|<\|a\|\,}  |
| 8  | {\displaystyle \cos(\omega _{0}n)u[n]\,}      | {\displaystyle {\frac {1-z^{-1}\cos(\omega _{0})}{1-2z^{-1}\cos(\omega _{0})+z^{-2}}}} | {\displaystyle \|z\|>1\,}      |
| 9  | {\displaystyle \sin(\omega _{0}n)u[n]\,}      | {\displaystyle {\frac {z^{-1}\sin(\omega _{0})}{1-2z^{-1}\cos(\omega _{0})+z^{-2}}}} | {\displaystyle \|z\|>1\,}      |
| 10 | {\displaystyle a^{n}\cos(\omega _{0}n)u[n]\,} | {\displaystyle {\frac {1-az^{-1}\cos(\omega _{0})}{1-2az^{-1}\cos(\omega _{0})+a^{2}z^{-2}}}} | {\displaystyle \|z\|>\|a\|\,}  |
| 11 | {\displaystyle a^{n}\sin(\omega _{0}n)u[n]\,} | {\displaystyle {\frac {az^{-1}\sin(\omega _{0})}{1-2az^{-1}\cos(\omega _{0})+a^{2}z^{-2}}}} | {\displaystyle \|z\|>\|a\|\,}  |